# Carles Dénia
Carles Dénia Moreno (Gandía, 17 de julio de 1971) es un músico, cantaor de Canto valenciano, así como de flamenco, guitarrista, compositor y arreglista conocido artísticamente como Carles Dénia.

## Biografía
Nació en una familia gandiense de músicos. Sus padres, Sebastià Dénia y Àngels Moreno i Vercher, transmitieron su conocimiento y pasión por la música tanto a él como a su hermana, la también cantante Eva Dénia.
Carles Dénia inició su carrera profesional en diversos grupos locales de rock y de blues, como "Ocho sentencias" con el que en 1992 publicó el elepé "Mundo de locos" con diez temas, acompañado por Alejandro Martí Lloret, Ernst Barguer, con adaptaciones de Toni Berto  y David Martínez. Carles Dénia estudió guitarra de jazz en Valencia con el guitarrista Carlos Gonzálbez y con Joan Soler. A los 22 años se fue a vivir a La Haya, en los Países Bajos, y estudió en el Koninklijk Conservatorium Den Haag (Conservatori Real de La Haya), donde posteriormente fue profesor.
Trabajó profesionalmente en los Países Bajos como guitarrista de jazz y paralelamente se desarrolló como cantaor de flamenco (cante para baile con el grupo "La Primavera"), así como en la interpretación del canto valenciano de estilo (cant d'estil), en el que fue profundizando.
carles Dénia participó en los proyectos La vida breve de Manuel de Falla, con la Limburgs Symfonie Orkest y el guitarrista Pepe Romero, y en la ópera Món de guerres de la que es coautor, con la Orquesta Sinfónica de Pamplona, la Amsterdam Percussion Group y el Coro de la Generalitat Valenciana.
En 2009 presentó la formación liderada por él mismo bajo el nombre "Carles Dénia i la Nova Rimaire", donde realizó una importante labor de revisión, reinterpretación y difusión del cant d'estil valenciano, evitando folclorismos. Tras años de estudio de la tradición, con ese grupo graba el disco Tan alta com va la Lluna (Comboi Records), reconocido con el premio a los arreglos de los Premios Ovidi Montllor de 2009, el Premio Enderrock al tercer mejor disco de 2009 en catalán y el Premio "Altaveu Frontera". 
En su siguiente trabajo, de título El paradís de les paraules, cantó los versos escritos por poetas que nacieron y vivieron en tierras valencianas en los días de al-Ándalus entre los siglos X y XII, y que tradujo y adaptó el escritor Josep Piera. Con este disco se consolidó su papel como uno de los principales intérpretes de la música tradicional valenciana.
En 2015, con su disco L'home insomne,  continuó forjando su trayectoria musical en la música tradicional valenciana. Desde 2016, forma parte de Coetus (Orquestra de Percussió Ibèrica) como cantante principal. En 2018, publicó un elaborado trabajo en el que puso música a los versos del poeta valenciano Ausiàs March: Cant Espiritual. Reside desde hace años en la comarca barcelonesa del Garraf.
En 2022 y 2023 participó en el proyecto teatral y musical "Sonetos del amor oscuro" de Federico García Lorca, dirigido por Pep Tosar. También en 2022 ganó el XV Premio Miquel Martí i Pol del certamen Terra i Cultura por la composición musical al poema Oda apatxe a València del poeta valenciano Ramon Ramon (Catarroja, 1970), tema que forma parte de su disco Mussol, un trabajo musicado sobre textos de poetas contemporáneos que fue elaborando durante 2021 y finalmente publicado en 2023.  El disco fue premiado como mejor disco de canción de autor en los VI Premios Carles Santos.

## Discografía[17]

### Discos propios
- 2002 - Ten Strings for Bill Evans (Carles Dénia, Uli Glaszmann Duo), Edition Musikat.

- 2006 - Cante errante, NLdisco.
- 2009 - Tan alta com va la lluna (Carles Dénia i La Nova Rimaire), Comboi Records.
- 2011 - El paradís de les paraules, Comboi Records.
- 2015 - L'home insomne (Carles Dénia i La Nova Rimaire), Comboi Records.
- 2018 - Cant espiritual de Ausiàs March, autoeditado.
- 2023 - Mussol

### Con otras formaciones
- 2018 - De banda a banda (Coetus)
- 2019 - Mira si hem corregut terres... (Spanish Brass y Carles Dénia)

### Colaboraciones
- Big Band (Koninklijk Conservatorium - Royal Conservatory of The Hague) [1999]
- Calle Ventana (Labryénco) [2003]
- Matices (Arturo Ramón) [2005]
- Caminantes (NL Mundo) [2006]
- Sherry & flamenco & tapas (Primos del Norte) [2006]
- Salmuera (Compasión) [2009]
- Petjades, VerdCel canta Raimon (VerdCel) [2010]
- Campo de Agramante (Javier Galiana & Spice Berberechos) [2010]
- Portes (Aljub) [2010]
- M'han dit que diuen... (Amansalva) [2010]
- Un altre cantar (Eva Dénia Trad Quartet) [2011]
- Amalgama (Adrian Elissen) [2012]
- Aurora (Edsart Udo de Haes) [2012]
- La penúltima (Labryénco) [2013]
- Homenatge a Vicent Andrés Estellés (Sis veus per al poeta) [2013]
- La polseguera (La Gossa Sorda) [2014]
- L'emigrant (Albert Sanz & Sedajazz BigBand) [2015]
- De sol a son (Ángela Furquet) [2015]
- Amaralina (Thaïs Morell) [2015]
- Seda y esparto (Alba Guerrero) [2015]
- Quan abril era abril (Eva Dénia) [2015]
- Thijs Borsten Daagt Uit (Thijs Borsten) [2016]
- Ojos cerrados (Andreas Arnold) [2016]
- De plantes, talaies i cims (i una aroma) (VerdCel) [2017]
- Els dies i les dones (Sis veus) [2018]
- Retrat en groc (Jordi Molina) [2018]
- In-Quietud (Juan José Robles) [2019]
- Colors (Pete Lala) [2020]
- Muerto de amor (Elma Sambeat) [2021]
- Batalles i cançons (La Gossa Sorda) [2021]
- Alegato contra las armas (Karen Lugo) [2021]
- Algú que em vullga cuidar (Albert Sanz & Sedajazz Big Band) [2022]
- Cayana (Anna Colom) [2023]
- Toda la vida, un día (Sílvia Pérez Cruz) [2023]. Coros.
- Sunset Balcony (Laura Kipp) [2023]
- Alé (Libérica) [2025]

### Discos colectivos
- Reizigers uit Rajasthan (Internationaal Danstheater) [2003]
- November Music 2009 [2009]
- A'dam - E.V.A. (Amsterdam en vele anderen) BSO [2011]
- Transeuropae Hotel BSO [2012]
- Canten Giné [2014]
- A'dam - E.V.A. 2 (Ik kan blijven kijken) BSO [2014]
- 1714 Món de guerres [2014]
- No ficció. De pròpia veu. (Artur Heras) [2016]